# McDonnell Douglas X-36
O McDonnell Douglas X-36 foi um pequeno avião experimental furtivo não tripulado, com uma fuselagem baseada em um caça comum, mas não possuía um estabilizador vertical. Foi usado pela NASA em pesquisas de alta manobrabilidade, para o desenvolvimento de futuras tecnologias de voo para a Força Aérea dos Estados Unidos.

## Concepção e desenvolvimento
Desde o começo foi projetada para ser uma aeronave sem as duas superfícies estabilizadoras convencionais, existentes na maioria das aeronaves, Estabilizador Vertical (Leme) e Estabilizador Horizontal (Profundor), e também possuía vetorização por impulso (como o X-31), dois canards, um avançado sistema de fly-by-wire para estabilizá-la e não era tripulada, a imagem era gerada através de uma câmera instalada no nariz da aeronave, para dar uma imagem em tempo real do voo e esta era enviada para uma estação de monitoramento remoto de superfície.
Como os testes estavam sendo realizados durante a compra da McDonnell Douglas com a Boeing a aeronave é muitas vezes referida equivocadamente como Boeing X-31.
A primeira das duas aeronaves construídas teve seu voo inaugural em 17 de maio de 1997, e os resultados do programa ultrapassaram as metas das empresas envolvidas, onde mostrou-se uma grande capacidade para manobras, um dos requisitos dos caças na USAF e no mundo, porem, a velocidade máxima de 375 quilômetros por hora o tornaria facilmente passível de ser abatido. Uma versão maior, tripulada, e com um motor mais potente que o levasse a velocidades supersônicas deveria ser criada para que se tornasse um verdadeiro caça. Atualmente não há informações de uma aeronave semelhante em serviço.
|  |

## Aeronaves em exposição
O único X-36 construído está em exposição permanente no Museu Nacional da Força Aérea dos Estados Unidos, ele tendo chegado no museu em 16 de julho de 2003.